# جيمس بي ووماك
جيمس بي ووماك (بالإنجليزية: James P. Womack) هو اقتصادي وأستاذ جامعي أمريكي، ولد في 1948.